# تیلستون
تیلستون (به انگلیسی: Tilston) یک روستا و محله مدنی در بریتانیا است که در چشر غربی و چستر واقع شده‌است. تیلستون ۶۰۳ نفر جمعیت دارد.